# Bleikjo
Ne doit pas être confondu avec Bleikjo (Øygarden) ou Bleikjo (Tysnes).
Bleikjo est une île norvégienne du comté de Hordaland appartenant administrativement à Storebø.

## Description
Rocheuse et pratiquement désertique à l'exception de quelques arbres, à fleur d'eau, elle s'étend sur environ 84 m de longueur pour une largeur approximative de 72 m. 